# Pauillac
Pauillac è un comune francese di 4 851 abitanti situato nel dipartimento della Gironda nella regione della Nuova Aquitania.

## Società

### Evoluzione demografica
Abitanti censiti

## Viticoltura
Pauillac è una località importante per la viticoltura. La viticoltura a Pauillac risale all'epoca romana. Questa vinicola conta con almeno 18 "Grands Crus Classés" secondo la classificazione del 1855: Château Lafite-Rothschild, Château Latour, Château Mouton-Rothschild, Château Pichon-Longueville, Château Pichon-Longueville Comtesse de Lalande, Château Duhart-Milon, Château Batailley, Château Clerc Milon, Château Croizet-bages, Château d'Armailhac, Château Grand-Puy Ducasse, Château Grand-Puy-Lacoste, Château Haut-Bages Libéral, Chateau Lynch-Bages, Château Lynch-Moussas, Château Haut-Batailley, Château Pédesclaux, Château Pontet-Canet.